# Хлорид иридия(III)
Хлорид иридия(III) — неорганическое соединение, соль металла иридия и соляной кислоты с формулой IrCl3, тёмно-зелёные кристаллы, плохо растворяется в воде, образует кристаллогидрат.

## Получение
- Реакция хлора и порошкообразного иридия:

{\displaystyle {\mathsf {2Ir+3Cl_{2}\ {\xrightarrow {h\nu ,600^{o}C}}\ 2IrCl_{3}}}}

## Физические свойства
Хлорид иридия(III) образует тёмно-зелёные кристаллы двух кристаллических модификаций:
- α-IrCl3, моноклинная сингония, пространственная группа C 2/m, параметры ячейки a = 0,599 нм, b = 1,037 нм, c = 0,599 нм, β = 109,4°, Z = 4;
- β-IrCl3, ромбическая сингония, пространственная группа F ddd, параметры ячейки a = 0,695 нм, b = 0,981 нм, c = 2,082 нм.

Образует кристаллогидрат нестехиометрического состава IrCl3•n H2O.
Плохо растворяется в воде.

## Химические свойства
- Разлагается при нагревании:

{\displaystyle {\mathsf {2IrCl_{3}\ {\xrightarrow {770^{o}C,vacuum}}\ 2IrCl_{2}+Cl_{2}}}}
- С концентрированной соляной кислотой или хлоридами щелочных металлом образует гексахлороиридаты(III):

{\displaystyle {\mathsf {IrCl_{3}+3HCl\ {\xrightarrow {}}\ H_{3}[IrCl_{6}]}}}
{\displaystyle {\mathsf {IrCl_{3}+3NaCl\ {\xrightarrow {}}\ Na_{3}[IrCl_{6}]}}}
- При пропускании хлора через раствор хлоридов иридия и щелочного металла образует гексахлороиридаты(IV):

{\displaystyle {\mathsf {2IrCl_{3}+Cl_{2}+4NaCl\ {\xrightarrow {}}\ 2Na_{2}[IrCl_{6}]}}}
- Реагирует с концентрированной горячей азотной кислотой:

{\displaystyle {\mathsf {IrCl_{3}+HNO_{3}+H_{2}O\ {\xrightarrow {100^{o}C}}\ IrO_{2}\downarrow +NO_{2}\uparrow +3HCl}}}
- Реагирует с щелочами:

{\displaystyle {\mathsf {2IrCl_{3}+6NaOH\ {\xrightarrow {}}\ Ir_{2}O_{3}\downarrow +6NaCl+3H_{2}O}}}
- Легко восстанавливается до металла:

{\displaystyle {\mathsf {2IrCl_{3}+3H_{2}\ {\xrightarrow {400^{o}C}}\ 2Ir\downarrow +6HCl}}}
{\displaystyle {\mathsf {4IrCl_{3}+3(N_{2}H_{4}\cdot H_{2}O)+12(NH_{3}\cdot H_{2}O)\ {\xrightarrow {}}\ 4Ir\downarrow +3N_{2}\uparrow +12NH_{4}Cl+15H_{2}O}}}
- Окисляется кислородом при нагревании:

{\displaystyle {\mathsf {4IrCl_{3}+3O_{2}\ {\xrightarrow {500-600^{o}C}}\ 2Ir_{2}O_{3}+6Cl_{2}}}}
- Реагирует с хлором под давлением:

{\displaystyle {\mathsf {2IrCl_{3}+Cl_{2}\ {\xrightarrow {400^{o}C,p}}\ 2IrCl_{4}}}}
- Окисляется горячей концентрированной перекисью водорода:

{\displaystyle {\mathsf {2IrCl_{3}+H_{2}O_{2}+2H_{2}O\ {\xrightarrow {100^{o}C}}\ 2IrO_{2}\downarrow +6HCl\uparrow }}}

## Применение
- Катализатор в органическом синтезе.